# Amici stretti
Amici stretti è un singolo del cantautore italiano Chiello, pubblicato l'8 aprile 2025 come quinto estratto dal terzo album in studio Scarabocchi.

## Descrizione
Nella canzone, Chiello esplora il tema della fine di un rapporto, utilizzando un immaginario che richiama il mondo dei social media. L'artista affronta la difficoltà di esprimere un sentimento autentico in un contesto artificiale come quello virtuale, evidenziando come questa sfida possa complicare la comunicazione emotiva.
Riguardo al tema della canzone, lo stesso cantante dice: 

## Tracce
Testi di Rocco Modello, musiche di Matteo "Mr. Monkey" Novi.
1. Amici stretti – 2:09